# Vladimir Lossky
Vladimir Nikolaïevitch Lossky (russisch Владимир Николаевич Лосский, Wladimir Nikolajewitsch Losski; * 8. Juni 1903 in Göttingen; † 7. Februar 1958 in Paris) war ein orthodoxer Theologe.

## Leben
Sein Vater Nikolai Onufrijewitsch Losski war Professor für Philosophie an der Universität Sankt Petersburg; die Familie hielt sich zur Zeit seiner Geburt in Göttingen auf. Wladimir Losski verbrachte seine Jugend in Sankt Petersburg, wo er auch das Gymnasium besuchte. Er wohnte dem Prozess und der Exekution des Metropoliten Benjamin (1873–1922) von Sankt Petersburg bei. Diese Ereignisse bewegten ihn stark.
Zunächst studierte er Literatur ab 1920 an der Universität von Sankt Petersburg. Seine Familie wurde 1922 ausgewiesen. Er setzte seine Studien in Prag fort und zog 1924 nach Paris. An der Sorbonne studierte er mittelalterliche Philosophie und wurde von Etienne Gilson beeinflusst. Er schloss seine Studien mit einem Diplom in Paris ab.
Lossky sah sich in der Rolle, die orthodoxe Universalität im Westen zu bezeugen. Er vertiefte seine Studien zur östlichen und westlichen Tradition des Christentums. Im Jahre 1945 wurde er erster Dekan des Instituts Saint-Denys (Paris). Er unterrichtete dort Dogmatik und Kirchengeschichte bis 1953. Insbesondere sein Buch Die mystische Theologie der morgenländischen Kirche machte ihn bekannt.

## Schriften
- Essai sur la théologie mystique de l’Église d’Orient. Éditions Aubier Montaigne, Paris 1944 (mehrere Nachdrucke).
  - deutsch: Die mystische Theologie der morgenländischen Kirche (= Geist und Leben der Ostkirche. 1, ZDB-ID 506831-9). Styria, Graz u. a. 1961.
- mit Leonid Ouspensky: Der Sinn der Ikonen. Graf, Bern u. a. 1952.
- Vision de Dieu. Préface de Jean Meyendorff. Delachaux et Niestlé, Neuchâtel u. a. 1962.
  - deutsch: Schau Gottes (= Bibliothek für orthodoxe Theologie und Kirche. 2, ZDB-ID 844325-7). EVZ-Verlag, Zürich 1964.
- Théologie négative et connaissance de Dieu chez Maître Eckhart (= Etudes de philosophie médiévale. 48, ISSN 0249-7921). Vrin, Paris 1960, (Auch: ebenda 1973; 1998).
- À l’image et à la ressemblance de Dieu (= Le buisson ardent.). Éditions Aubier Montaigne, Paris 1967.
- mit Nicolas Arseniev: La paternité spirituelle en Russie aux XVIIIème et XIXème siècles (= Spiritualité Orientale. 21). Éditions Monastiques Abbaye de Bellefontaine, Begrolles en Mauges 1977, ISBN 2-85589-021-7.
- Sept jours sur les routes de France. Juin 1940. Éditions du Cerf, Paris 1998, ISBN 2-204-06041-0.
- Orthodox theology. An introduction. St. Vladimir’s Seminary Press, Crestwood NY 1978, ISBN 0-913836-43-5.
- mit Leonid Ouspensky: Le sens des icônes. Éditions du Cerf, Paris 2003, ISBN 2-204-07185-4.
- Théologie dogmatique. (= Patrimoines Orthodoxie.). Édité par Olivier Clément et Michel Stavrou. Éditions du Cerf, Paris 2012, ISBN 978-2-204-09340-8.